# Casey Johnson
Sale Trotter Case "Casey" Johnson (Florida, Estados Unidos, 24 de septiembre de 1979 - Los Ángeles, California, c. 4 de enero de 2010) fue una celebridad, socialité y ocasionalmente también actriz, modelo y escritora.

## Biografía
Casey fue famosa por ser la mayor heredera del imperio Johnson & Johnson, su padre es el multimillonario Woody Johnson. Cuando era pequeña le diagnosticaron diabetes.
Durante su adolescencia, a finales de los años 1990, Johnson recibió la atención de los medios de comunicación locales de Manhattan y de los paparazzi de Nueva York, ya que se rodeaba de herederas como Paris Hilton y Nicky Hilton.

## Carrera
En 1994 escribió un libro junto a su padre titulado Managing Your Child's Diabetes (Cómo controlar la diabetes de su hijo).
En 1999, Johnson tuvo un papel secundario en la película protagonizada por Sharon Stone, Gloria. En 2002, apareció en un documental, que fue filmado en 2000 durante la Semana de la Moda de Manhattan.
Cuando Nicky Hilton se negó a coprotagonizar junto a su hermana Paris en The Simple Life, le llamaron, pero ella también se negó pensando que, de tomarlo, afectaría negativamente su imagen en su futura carrera actoral. Finalmente, el papel le fue dado a Nicole Richie. Johnson lo llamó "el error más tonto de mi vida". Johnson también tuvo un papel en el que nunca salió al aire El show de Tinsley Bumble, donde interpretaba a una maliciosa y vengativa socialité llamada Mimi von Lustig.
Johnson se comprometió con Tila Tequila  en noviembre de 2009.

## Muerte
El 4 de enero de 2010, su cuerpo fue encontrado sin vida en su mansión de Los Ángeles. El cuerpo había estado varios días allí.
El 4 de febrero de 2010, la oficina de Instrucción de Los Ángeles anunció que había muerto de cetoacidosis diabética. Se informó que había olvidado tomar su medicación y murió de forma natural.